# SO903iTV
FOMA SO903iTV（フォーマ・エスオー きゅう まる さん アイ ティー ブイ）は、ソニー・エリクソン・モバイルコミュニケーションズ（現・ソニーモバイルコミュニケーションズ）によって開発された、NTTドコモの第三世代携帯電話 (FOMA) 端末製品である。

## 概要
- AQUOSケータイに対抗し、通称「BRAVIAケータイ」。SO903i等に搭載されたRealityMAXは搭載していない。代わりにソニーとソニー・エリクソン・モバイルコミュニケーションズが共同開発したモバイルBRAVIAエンジンが搭載されている。また、液晶パネルを新開発。カラーフィルタを一新し、色再現領域がNTSC比約90%、従来比150%に拡大された。視野角も上下左右160度となった。さらに、半透過型液晶を採用し、画面のコーティングも映り込みを抑える多層型コーティング技術「ARコート」を採用した。
- スピーカーにはデジタルサウンドエンハンサーを採用。低音領域を音響心理学的に補完するBass Enhancement効果がある。また、ノーマル、ナチュラル、ニュース、スポーツ、映画、音楽の6つの音質モード（サウンド効果）がある。背面、側面の4方向から音が出る。
- iアプリはライフタイムカレンダー、「みんなのGOLFモバイル」、「DCMX」、「iD」等をプリインストールする。
- SonicStageからの楽曲転送に対応している。ただし、対応コーデックは著作権保護されていないAACのみとなり、ATRACは転送できない。イコライザなどの付加機能もSO903iに比べて貧弱である。バックグラウンド再生には非対応のため、「iモード」及び「メール」関連の機能は楽曲再生と同時に実行は出来ない。
- 903iシリーズとして発表されたものの、発売は後に発表された904iシリーズよりも後となった。

### ワンセグ機能
- 液晶 - 3インチ16:9フルワイド液晶
- 技術 - モバイルBRAVIAエンジン・Bass Enhancement
- 録画機能 - 内蔵メモリに最大約30分以上録画可能（予約録画・外部メモリへの録画も可能）
- 再生機能 - タイムシフト再生・追いかけ再生・録画しておいた番組を1.3倍で早見再生
- スタイル - ヒンジの軸をずらす構造のため、液晶画面を表にして折りたたんだ際に、15度の角度をつけて置くことができ、より快適に視聴することができる。
- アンテナ - 本体側面にある。アンテナを立てると、その下にあるワンセグ専用キーで操作可能。
- ワンセグ対応FOMAとして最薄の19.5mm（2007年1月15日現在）と発表されているが、パンプレットには19.9mmと記載されている。

| 主な対応サービス           | 主な対応サービス                    | 主な対応サービス         | 主な対応サービス                   |
| -------------------------- | ----------------------------------- | ------------------------ | ---------------------------------- |
| DCMX／おサイフケータイ     | うた・ホーダイ                      | 着うたフル／着うた       | デジタルオーディオプレーヤー(AAC)※ |
| 直感ゲーム／メガiアプリ    | Music&Videoチャネル／ビデオクリップ | 3Gローミング             | プッシュトーク                     |
| FOMAハイスピード           | GPS／ケータイお探し                 | デコメール／デコメ絵文字 | iチャネル                          |
| 着もじ                     | テレビ電話／キャラ電                | 電話帳お預かりサービス   | フルブラウザ                       |
| おまかせロック／バイオ認証 | 外部メモリーへiモードコンテンツ移行 | トルカ                   | iC通信／iCお引越しサービス         |
| きせかえツール／マチキャラ | バーコードリーダ／名刺リーダ        | 2in1                     | エリアメール                       |

※バックグラウンド再生には非対応。

## 沿革
- 2007年1月16日 - D703i・F703i・N703iD・P703i・SH703i・SO703i・SO903iTV・D800iDSの開発発表。
- 2007年3月23日 - 技術基準適合証明 (TELEC) 通過
- 2007年3月27日 - 電気通信端末機器審査協会 (JATE) 通過
- 2007年6月22日 - 発売
- 2007年7月4日 - 不具合発生のため発売を一時見合わせ
- 2007年7月13日 - ソフトウェアの更新を開始
- 2007年7月14日 - 東海、北陸、関西、四国、九州にて販売再開
- 2007年7月18日 - 北海道、東北、関東、甲信越、中国にて販売再開

## 不具合
2007年7月13日に、以下の不具合の修正がソフトウェアの更新でなされた。
- 携帯電話の操作中に、携帯電話内の電話帳やメールなどのデータが消失する可能性がある

2008年8月5日に、以下の不具合の修正がソフトウェアの更新でなされた。
- 特定放送局において、ワンセグ放送が視聴できなくなる場合があり、その後に他の不具合が発生する場合がある。

ソフトウェアに関するもの以外では、「5・な・JKL」キーが割れるというものがあるが、これについては正式な発表・対応はなされていない。